# Valdemir de Castro
Valdemir de Castro (Campo Maior, 18 de janeiro de 1964 – Campo Maior, 13 de agosto de 2025), mais conhecido  como Bibi Castro, foi um radialista, cronista esportivo e político brasileiro. Atuou por mais de três décadas no rádio piauiense, especialmente em Campo Maior, onde também exerceu dois mandatos como vereador. Tornou-se uma das vozes mais reconhecidas da comunicação local e foi narrador de momentos marcantes do futebol do município, incluindo o título estadual do Comercial Atlético Clube.

## Biografia
Valdemir de Castro nasceu em 18 de janeiro de 1964, no município de Campo Maior, no estado do Piauí. Desde jovem demonstrou interesse pelo rádio e pela comunicação, iniciando sua carreira como locutor em emissoras comunitárias e, posteriormente, em rádios de maior alcance. Ao longo de sua trajetória, trabalhou em veículos como Rádio Heróis, Campo Maior FM, Líder FM e Cidade FM.
Em 2004, foi eleito vereador de Campo Maior pelo Partido Popular Socialista. Reeleito em 2008 pelo Partido Comunista do Brasil (PCdoB).

## Morte
Valdemir de Castro faleceu em 13 de agosto de 2025, em Campo Maior, aos 61 anos, em decorrência de um câncer na garganta.

## External Links
- de Castro Valdemir de Castro (em inglês) no Discogs

1. ↑  «Ex-vereador e radialista Bibi de Castro morre aos 61 anos em Campo Maior - Campo Maior». cidadeverde.com - Campo Maior. 13 de agosto de 2025. Consultado em 13 de agosto de 2025
2. ↑  «Morre Bibi de Castro, radialista e ex-vereador de Campo Maior». piauihoje.com. Consultado em 13 de agosto de 2025 zero width space character character in |titulo= at position 1 (ajuda)
3. ↑  V1, Portal. «Radialista e ex-vereador Bibi morre após lutar contra câncer na garganta». Portal V1. Consultado em 13 de agosto de 2025
4. ↑  «Morre Bibi de Castro, radialista e ex-vereador de Campo Maior». piauihoje.com. Consultado em 13 de agosto de 2025 zero width space character character in |titulo= at position 1 (ajuda)